# Austrazja

Austrazja na tle mapy Królestwa Franków w latach (481–814).

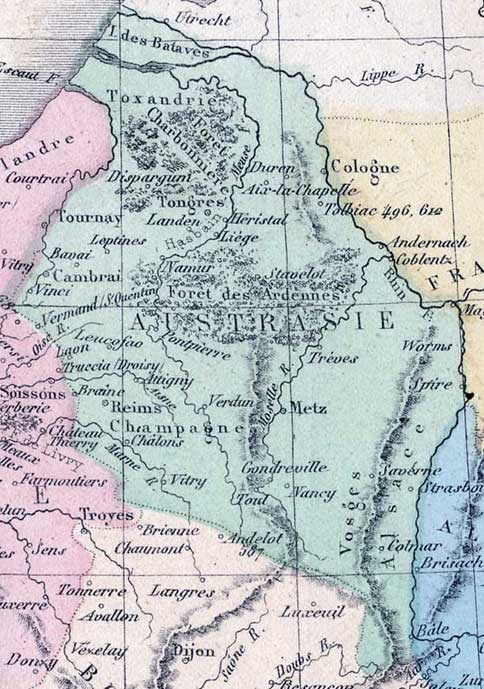
Mapa Austrazji w 752 roku.

Austrazja – kraina historyczna, w VI–VII w. stanowiąca północno-wschodnią część merowińskiego Królestwa Franków. Obejmowała tereny nad Mozą, Mozelą i środkowym Renem, które obecnie leżą we wschodniej Francji, zachodnich Niemczech, Belgii i Holandii. Głównymi ośrodkami i siedzibami władców były Metz i Reims.
Jako część państwa Franków wyodrębniła się w 511 po śmierci króla Chlodwiga I, w wyniku podziału jego władztwa między czterech synów. Królem w Austrazji został Teuderyk I. Po okresie panowania potomków Teuderyka władzę w Austrazji objął w 555 jego brat Chlotar I, który na krótko zjednoczył ziemie Franków. 
Po śmierci Chlotara (561) w wyniku kolejnego podziału Austrazję objął jego syn Sigebert I, którego potomkowie władali krajem do 613. Na skutek buntu możnowładców austrazyjskich przeciwko żonie Sigiberta królowej Brunhildzie, która sprawowała faktyczne rządy w królestwie w imieniu swych wnuków: Teodeberta II i Teuderyka II władzę w Austrazji przejął król Neustrii Chlotar II, ponownie jednocząc państwo Franków. 
Kolejny rozpad monarchii nastąpił w 623. Chlotar II naciskany przez możnych, na króla Austrazji koronował swojego syna Dagoberta. Przydał mu jako majordoma Pepina Starszego i biskupa Metzu Arnulfa, jako duchowego doradcę – protoplastów Karolingów (pierwszy był dziadkiem Pepina z Heristalu ze strony matki, drugi – ze strony ojca).
Wraz ze słabnięciem królewskiej władzy, znaczenia nabierał urząd majordoma, który w Austrazji stał się realną władzą i dziedziczną godnością pierwszych Karolingów. Austrazja pozostawała oddzielnym królestwem frankijskim do 679, gdy po śmierci jej króla Dagoberta II, Teuderyk III, król Neustrii i Burgundii objął władzę także w Austrazji. Od 751 wraz z resztą ziem frankijskich Austrazja znalazła się pod rządami Karolingów i nigdy już nie stanowiła oddzielnego władztwa.